# وزیر ورزش و جوانان
وزیر ورزش و جوانان، وزیر وزارت‌خانهٔ ورزش و جوانان و از اعضای هیئت دولت جمهوری اسلامی ایران است. این وزارت‌خانه با ادغام سازمان تربیت بدنی و سازمان ملی جوانان در دی ماه ۱۳۸۹ با مصوبهٔ مجلس شورای اسلامی تشکیل شد.
در دولت دهم محمد عباسی وزیر ورزش و جوانان بود. سید حمید سجادی نخستین وزیر پیشنهادی ورزش و جوانان، در اواخر خرداد ماه ۱۳۹۰ به مجلس شورای اسلامی معرفی شد، اما با ۱۳۷ رأی مخالف نتوانست رأی اعتماد مجلس را کسب کند،محمد عباسی در پنجم مرداد ماه ۱۳۹۰ به‌عنوان دومین وزیر پیشنهادی ورزش و جوانان به مجلس معرفی شد. در ۱۲ مرداد ماه با ۱۶۸ رای موافق، ۶۱ رای مخالف و ۱۵ رای ممتنع اعتماد مجلس را کسب کرد. او تا پایان کار دولت دهم وزیر ورزش و جوانان بود. در ۲۶ مرداد ۱۳۹۲ پس از آن که مسعود سلطانی‌فر موفق به کسب رأی اعتماد مجلس نشد، حسن روحانی، رئیس‌جمهور، طی حکمی سید رضا صالحی امیری را به سرپرستی وزارت ورزش و جوانان منصوب کرد و دو ماه بعد در ۲۷ مهر ۱۳۹۲ وی را به‌عنوان وزیر پیشنهادی وزارت ورزش و جوانان به مجلس معرفی نمود. اما در جریان بررسی صلاحیت صالحی امیری در ۵ آبان ماه ۱۳۹۲ در مجلس، وی با کسب ۱۴۱ رأی مخالف، ۱۰۷ رأی موافق و ۱۳ رأی ممتنع موفق به اخذ رأی اعتماد از مجلس نگردید. در ۶ آبان ۱۳۹۲، حسن روحانی، محمد شریعتمداری را به‌عنوان سرپرست وزارت ورزش و جوانان منصوب نمود. در ۱۲ آبان ۱۳۹۲، سید نصرالله سجادی به‌عنوان سومین وزیر پیشنهادی وزارت ورزش و جوانان به مجلس شورای اسلامی معرفی شد. اما او نیز نتوانست از مجلس رأی اعتماد بگیرد. حسن روحانی عصر روز ۱۹ آبان ۱۳۹۲ محمود گودرزی را به‌عنوان چهارمین وزیر پیشنهادی وزارت ورزش و جوانان به مجلس معرفی کرد. در ۲۶ آبان ۱۳۹۲ صلاحیت گودرزی در مجلس مورد بررسی قرار گرفت و وی با کسب ۱۹۹ رأی موافق، ۴۴ رأی مخالف و ۲۴ رأی ممتنع توانست به‌عنوان وزیر ورزش و جوانان از مجلس رأی اعتماد بگیرد. در سال ۱۳۹۵ محمود گودرزی استعفا داده و نصرالله سجادی سرپرست این وزارت‌خانه شد، و سپس در آبان ۱۳۹۵ مسعود سلطانی‌فر سومین وزیر ورزش و جوانان نام گرفت. در دولت سیزدهم، سید حمید سجادی با رأی اعتماد مجلس در ۳ شهریور ۱۴۰۰ چهارمین وزیر ورزش و جوانان شد. وی به‌علت جراحت و کسالتی که بر اثر سقوط بالگرد برایش پیش آمد، در تاریخ ۱۰ مرداد ۱۴۰۲ از سمت خود کناره‌گیری کرد و جایش را به کیومرث هاشمی داد.

## فهرست
| ر. | نام            | نام                                    | نگاره         | آغاز تصدی     | پایان تصدی     | دولت    | رئیس‌جمهور | م.     |
| -- | -------------- | -------------------------------------- | ------------- | ------------- | -------------- | ------- | --------- | ------ |
| –  |                | محمد عباسی (زادهٔ ۱۳۳۷)                 |               | ۴ تیر ۱۳۹۰    | ۱۲ مرداد ۱۳۹۰  | دهم     | احمدی‌نژاد | [ ۱۰ ] |
| ۱  | ۱۲ مرداد ۱۳۹۰  | محمد عباسی (زادهٔ ۱۳۳۷)                 | ۲۶ مرداد ۱۳۹۲ | [ ۱۱ ]        |                | دهم     | احمدی‌نژاد |        |
| –  |                | سید رضا صالحی امیری (زادهٔ ۱۳۴۰) سرپرست |               | ۲۶ مرداد ۱۳۹۲ | ۶ آبان ۱۳۹۲    | یازدهم  | روحانی    | [ ۱۲ ] |
| –  |                | محمد شریعتمداری (زادهٔ ۱۳۳۹) سرپرست     |               | ۶ آبان ۱۳۹۲   | ۲۶ آبان ۱۳۹۲   | یازدهم  | روحانی    | [ ۱۳ ] |
| ۲  |                | محمود گودرزی (زادهٔ ۱۳۳۴)               |               | ۲۶ آبان ۱۳۹۲  | ۲۸ مهر ۱۳۹۵    | یازدهم  | روحانی    | [ ۱۴ ] |
| –  |                | سید نصرالله سجادی (زادهٔ ۱۳۳۰) سرپرست   |               | ۲۸ مهر ۱۳۹۵   | ۱۱ آبان ۱۳۹۵   | یازدهم  | روحانی    | [ ۱۵ ] |
| ۳  |                | مسعود سلطانی‌فر (زادهٔ ۱۳۳۸)             |               | ۱۱ آبان ۱۳۹۵  | ۳ شهریور ۱۴۰۰  | یازدهم  | روحانی    | [ ۱۶ ] |
| ۳  | دوازدهم        | مسعود سلطانی‌فر (زادهٔ ۱۳۳۸)             | [ ۱۷ ]        | ۱۱ آبان ۱۳۹۵  | ۳ شهریور ۱۴۰۰  |         | روحانی    |        |
| ۴  |                | سید حمید سجادی (زادهٔ ۱۳۴۸)             |               | ۳ شهریور ۱۴۰۰ | ۱۰ مرداد ۱۴۰۲  | سیزدهم  | رئیسی     | [ ۱۸ ] |
| –  |                | کیومرث هاشمی (زادهٔ ۱۳۴۴)               |               | ۱۰ مرداد ۱۴۰۲ | ۲۷ شهریور ۱۴۰۲ | سیزدهم  | رئیسی     | [ ۱۹ ] |
| ۵  | ۲۷ شهریور ۱۴۰۲ | کیومرث هاشمی (زادهٔ ۱۳۴۴)               | ۳۱ مرداد ۱۴۰۳ | [ ۲۰ ]        |                | سیزدهم  | رئیسی     |        |
| ۶  |                | احمد دنیامالی (زادهٔ ۱۳۳۹)              |               | ۳۱ مرداد ۱۴۰۳ | متصدی          | چهاردهم | پزشکیان   | [ ۲۱ ] |